# Piaristenkirche Krems

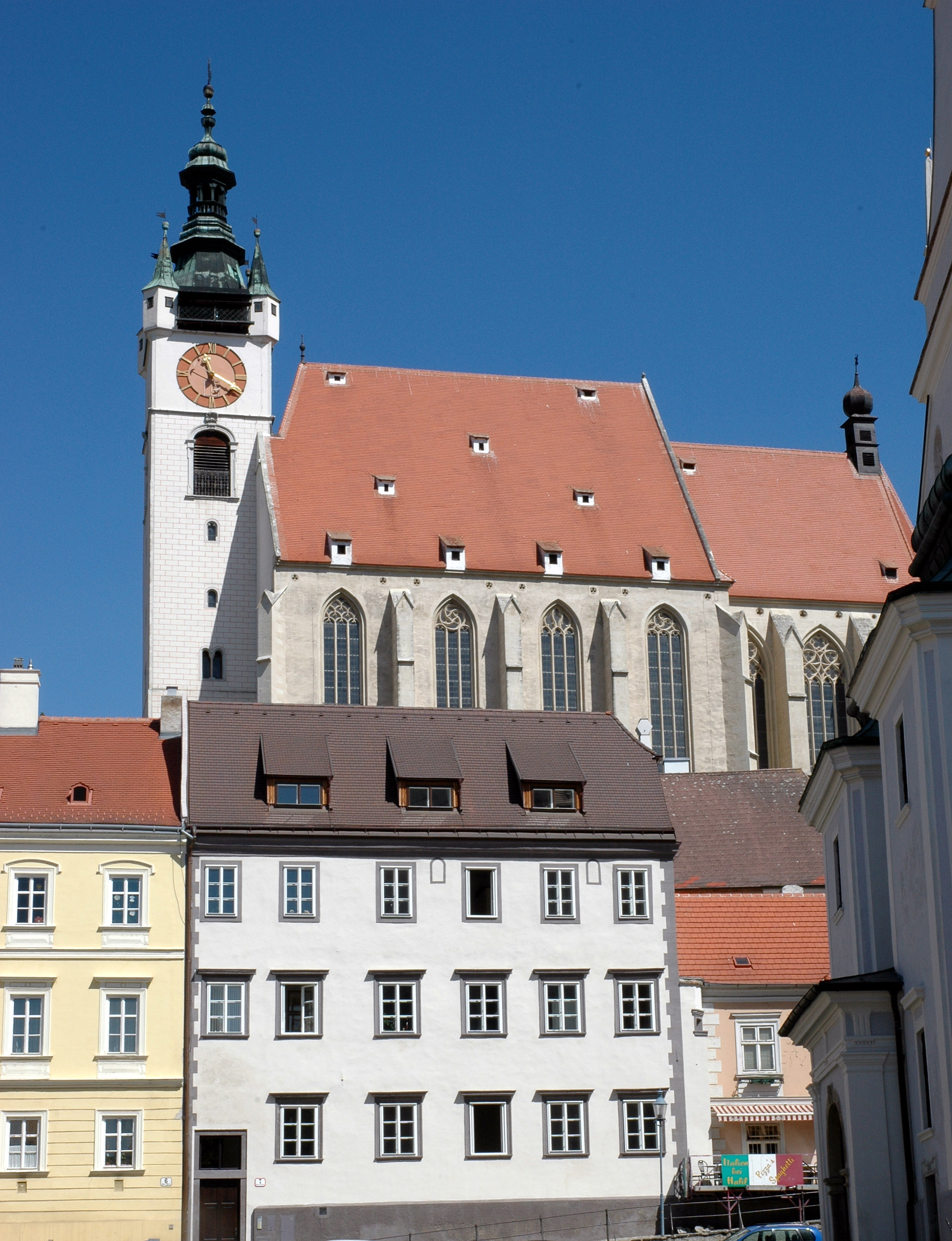
Piaristenkirche und Frauenbergturm – gesehen vom Pfarrplatz Krems

Die Piaristenkirche in Krems an der Donau, auch Kremser Frauenbergkirche, ist die älteste Kirche der Stadt. Die römisch-katholische Kirche war möglicherweise dem hl. Stephanus, dem Patron des Bistums Passau, geweiht.

## Pfarr- und Baugeschichte

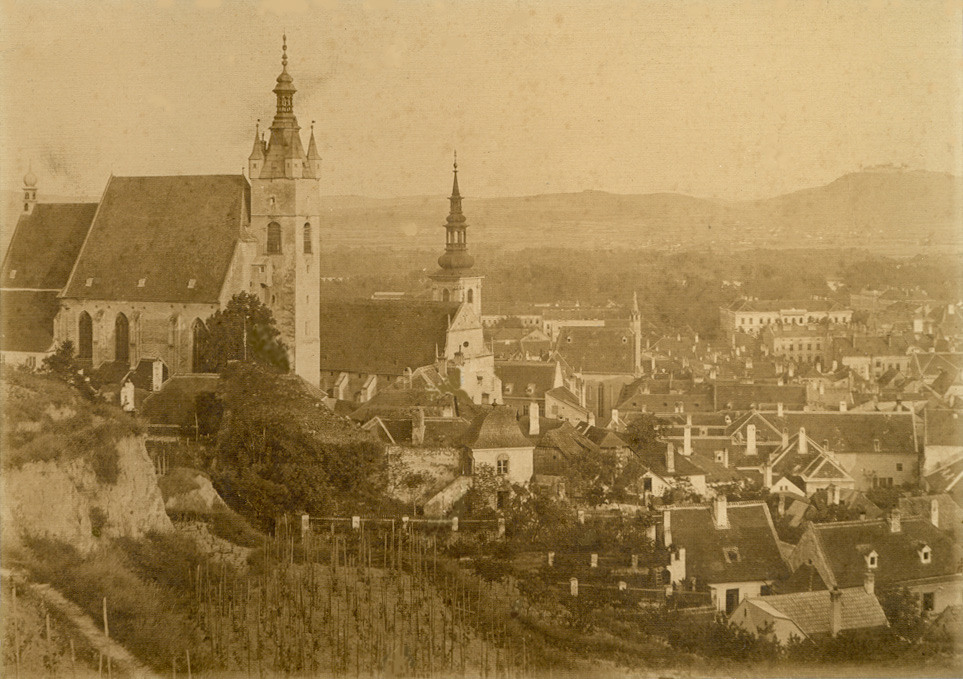
Piaristenkirche (links) gesehen von der Wachtbergstraße in Krems (um 1900)

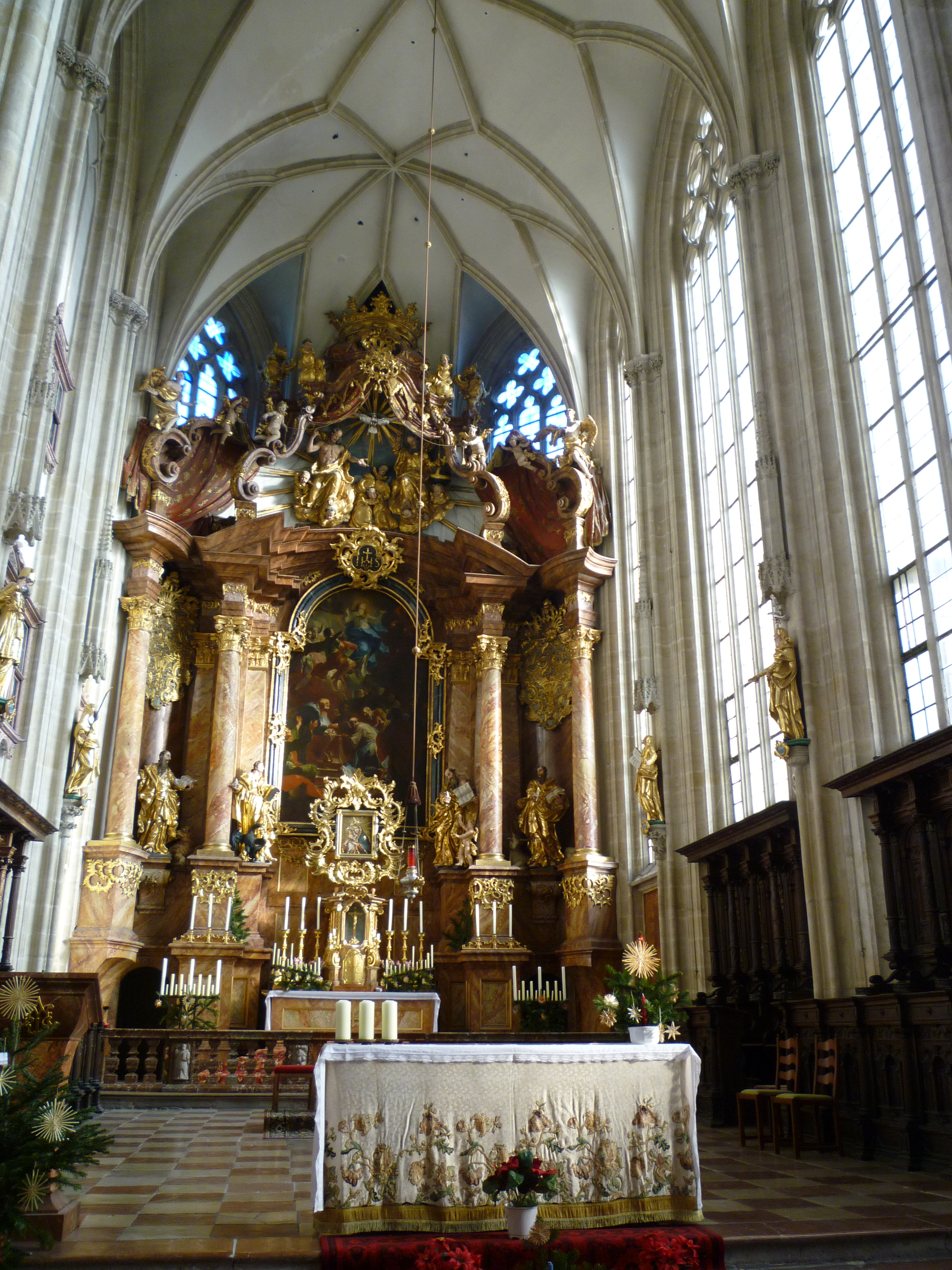
Hochaltar mit dem Hochaltarbild «Himmelfahrt Mariä» (1756) von Martin Johann Schmidt

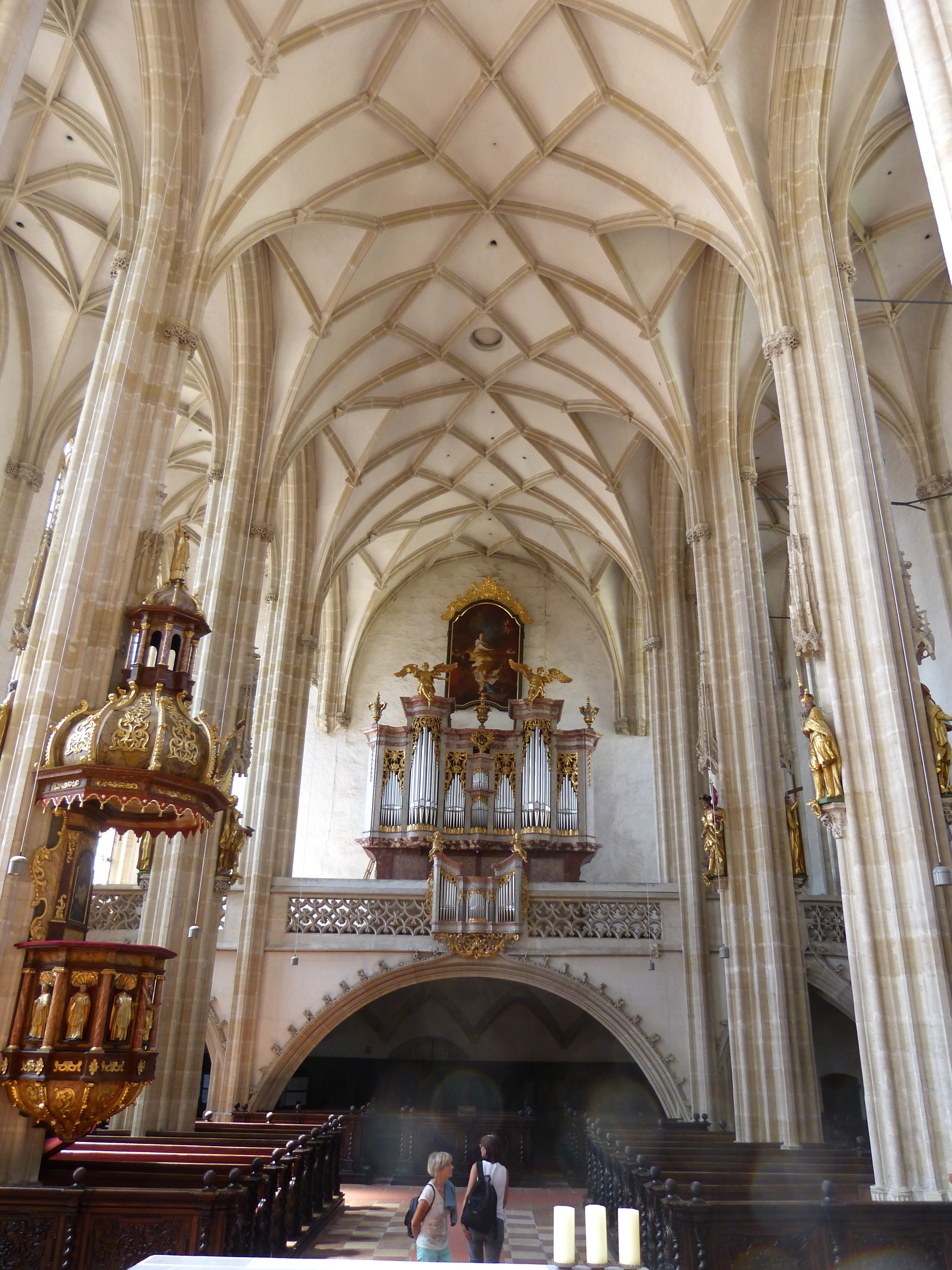
Langhaus nach Westen

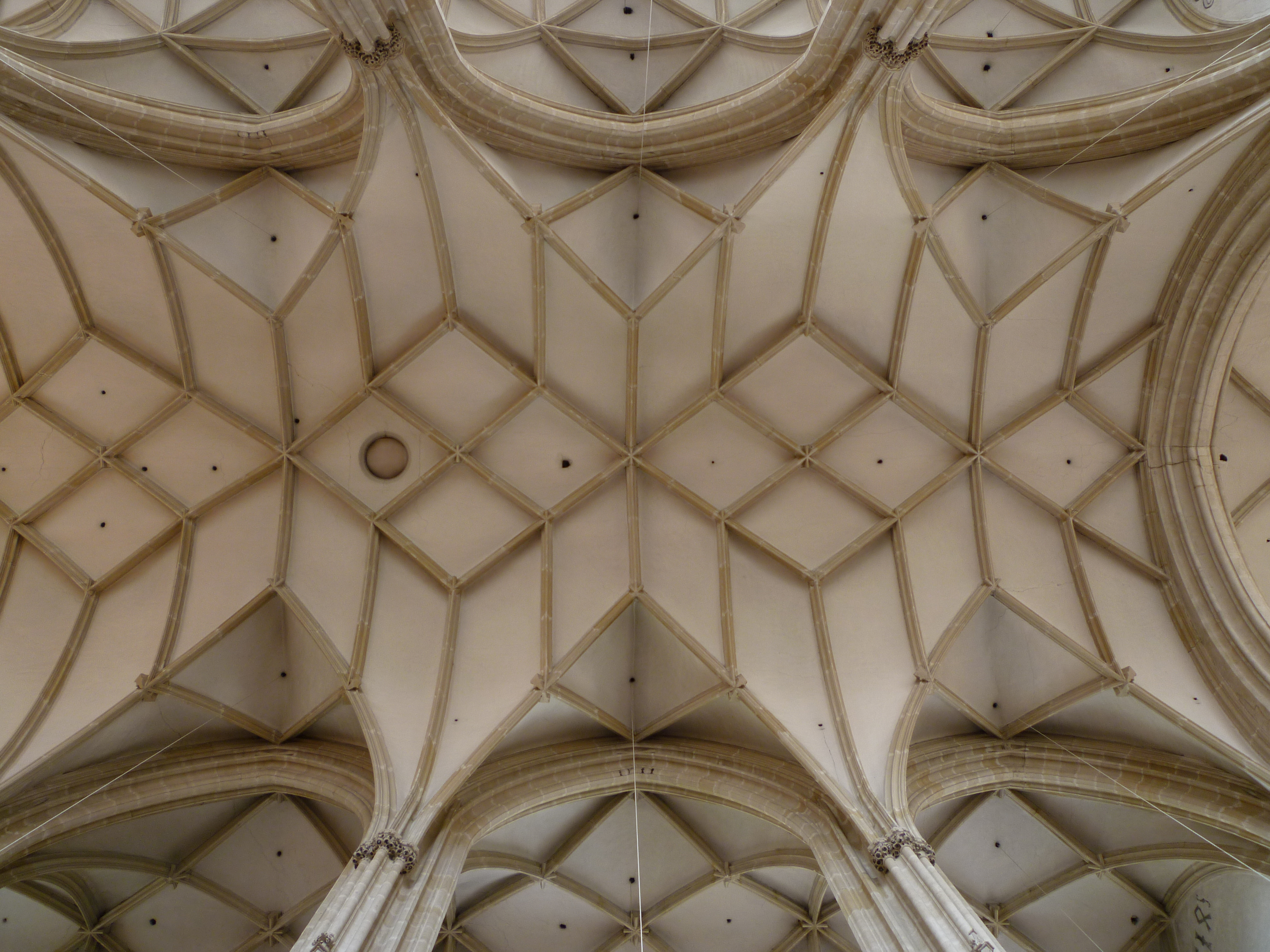
Langhausgewölbe

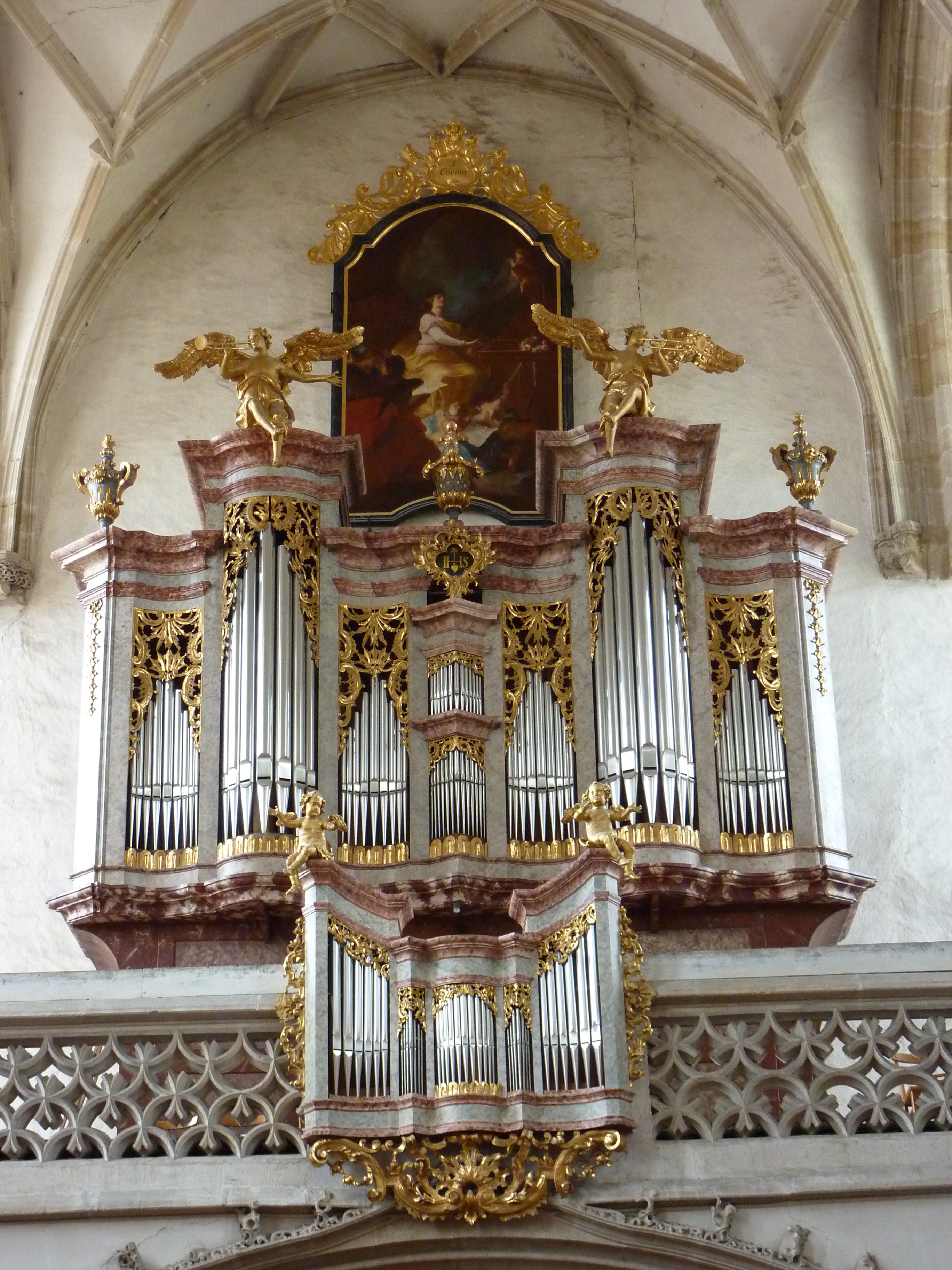
Orgel

Die urkundlich erstmals 1014 als Pfarrkirche St. Stephan genannte Kirche wurde 1158 dem Wiener Schottenstift inkorporiert, nachdem zuvor die Pfarrrechte an die Pfarrkirche St. Veit übertragen worden waren. Vom Erstbau ist der im Kern romanische Westturm erhalten. Seit 1284 ist für die Kirche ein Marienpatrozinium nachweisbar. Seit dem mittleren 15. Jahrhundert wurde sie als Kirche der Bürgergemeinde, nicht als Pfarrkirche, durch die Wiener Dombauhütte zu St. Stephan unter ihrem Dombaumeister Laurenz Spenning, der vor seiner Berufung nach Wien beim spätgotischen Ausbau der Stiftskirche Melk beschäftigt gewesen war, neuerrichtet. Im ersten Bauabschnitt entstand der mit einem Rhombennetzgewölbe geschlossene Chorbau, der 1457 seine Weihe empfing; im Anschluss daran entstand das dreischiffige Hallenlanghaus, dessen Südportal das Datum 1477 trägt. Die (zunächst auf eine einfachere Wölbung berechneten) Langhausarkaden folgen dem Vorbild des 1474 fertiggestellten Wiener Stephansdoms. Die Schlussweihe der Kirche wurde 1508 vollzogen, noch bevor die Langhausgewölbe eingezogen waren. Das Mittelschiffsgewölbe, das sich identisch in der Kremser Bürgerspitalkirche findet, wurde 1511 eingezogen, die beiden Seitenschiffsgewölbe folgten 1514 bzw. 1515. Die Gewölbemuster begegnen identisch in Chor und Langhaus des Grazer Doms. 
Im Winkel von Chor und Langhaus wurde über dem Abgang zur Krypta eine offene polygonale Vorhalle mit Schlingrippengewölbe eingefügt, für die sich eine Zeichnung mit identischem Gewölbemuster im Planbestand der Wiener Dombauhütte erhalten hat. Die 1515 erfolgte Aufforderung des Wiener Stadtrats an den Stadtrat von Krems, Gregor Hauser zur Rückkehr nach Wien zu veranlassen, da er für den geplanten Fortbau des Stephansturmes benötigt werde, sichert die Zuschreibung dieser originellen Vorhalle an den späteren Dombaumeister.

### Jesuiten seit 1616
1616 wurde die Kirche den Jesuiten übergeben, die im Anschluss Kloster und Gymnasium errichteten. Von der Übergabe ausgenommen war der von vier Ecktürmchen bekrönte Frauenbergturm, da er der Bürgerschaft als Stadtturm (Brandwache, Glockensignal) diente. Als Hinweis darauf trägt er – als einziger Kirchturm Österreichs – auf seiner Spitze noch heute kein Kreuz, sondern das Stadtwappen.

### Piaristen seit 1776
1776 trat an die Stelle der Jesuiten der Schulorden der Piaristen. Diese hatten 1749 in St. Pölten ihre erste Niederlassung gegründet und wurden nach der Aufhebung des Jesuitenordens von der Kaiserin Maria Theresia ersucht, das von den Jesuiten geräumte Kollegium und die Kirche in Krems zu übernehmen.
Die barocke Innenausstattung zeigt eine große Anzahl an Werken des bedeutenden österreichischen Barockmalers Martin Johann Schmidt, genannt der Kremser Schmidt. Zu den wichtigsten zählen das Hochaltarbild Himmelfahrt Mariä (1756), der rechte Seitenaltar, das den Gründer des Piaristenordens, den hl. Josef Calasanz darstellt, und die Altäre an den nördlichen und südlichen Langhauswänden (hl. Josef, bzw. hl. Aloysius) sowie das Fresko am Eingang zur Franz-Xaver-Kapelle gegenüber dem Hauptportal. Diese ließen die Jesuiten 1640 an die Kirche anbauen.

## Orgel
Die Orgel wurde im Jahre 1893 von dem Orgelbauer Franz Capek (Krems) in einem vorhandenen älteren Gehäuse erbaut und 1998 von der Orgelbaufirma Kuhn restauriert. Das Instrument hat 19 Register auf Registerkanzellenladen; die Spiel- und Registertrakturen sind mechanisch.
| I Hauptwerk C–f3 |              |       |
| 1.               | Bourdon      | 16′   |
| 2.               | Principal    | 8′    |
| 3.               | Gemshorn     | 8′    |
| 4.               | Gamba        | 8′    |
| 5.               | Gedeckt      | 8′    |
| 6.               | Octav        | 4′    |
| 7.               | Flöte        | 4′    |
| 8.               | Rauschquinte | 2 ⁄3′ |
| 9.               | Mixur        | 2 ⁄3′ |

| II Brustwerk C–f3 |                 |    |
| 10.               | Geigenprincipal | 8′ |
| 11.               | Philomena       | 8′ |
| 12.               | Salicional      | 8′ |
| 13.               | Aeoline         | 8′ |
| 14.               | Octav           | 4′ |
| 15.               | Flöte           | 4′ |

| Pedal C–f1 |            |     |
| 16.        | Violonbass | 16′ |
| 17.        | Subbass    | 16′ |
| 18.        | Octavbass  | 8′  |
| 19.        | Cellobass  | 8′  |

- Koppeln: II/I, I/P, II/P.

## Frauenbergturm

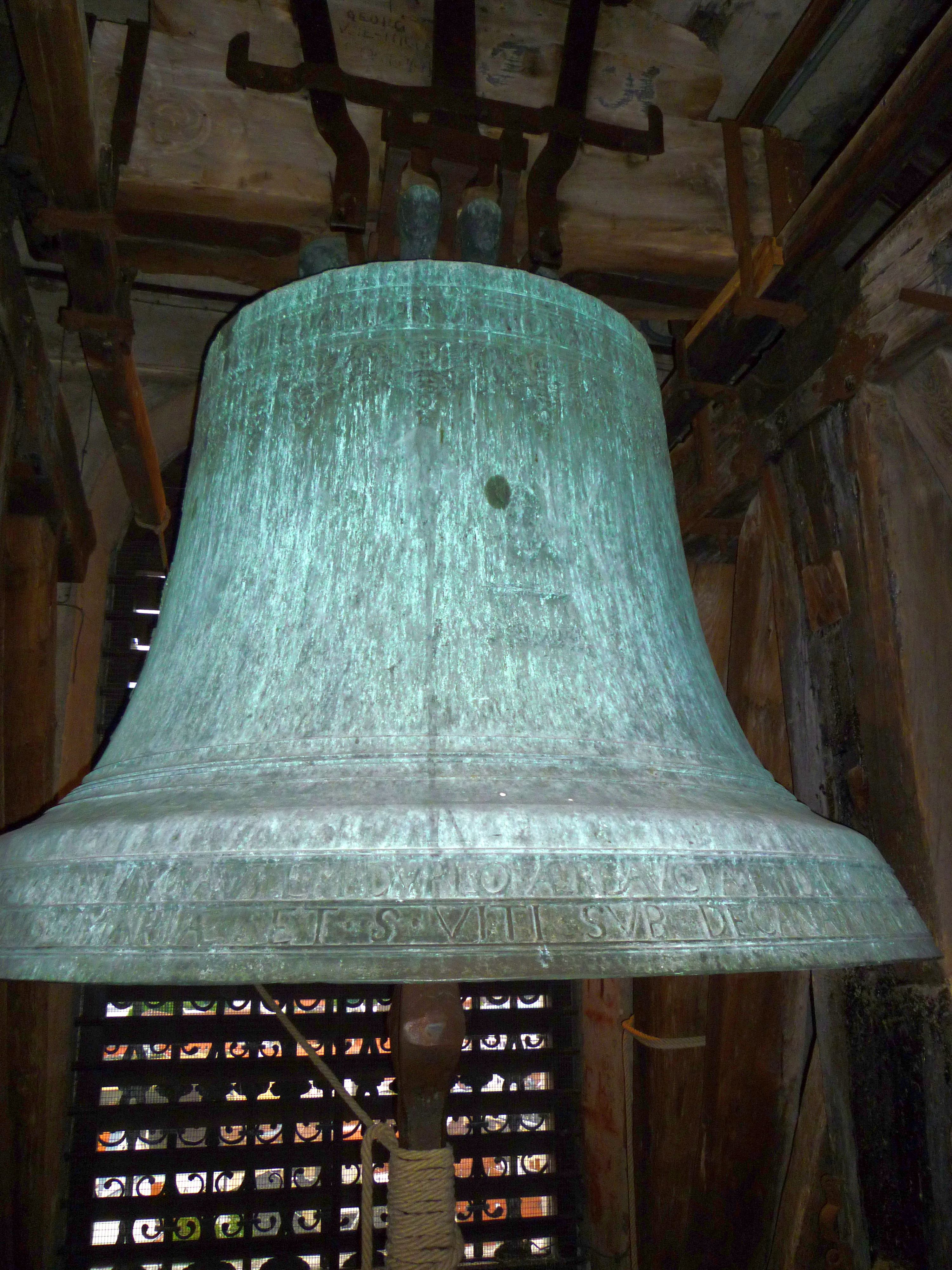
Piaristenglocke

In seinen unteren Teilen stammt der Frauenbergturm aus dem frühen 13. Jahrhundert, wie die romanischen Fenster zeigen, wurde aber im 15. Jahrhundert erhöht und erhielt die charakteristischen Ecktürmchen. In der Barockzeit wurden die großen Schallfenster der Glockenstube herausgebrochen.
Die Glocke, genannt Piaristenglocke oder Kremser Pummerin, ist die große Stadtglocke von Krems. Sie wurde 1702 von Mathias Prininger in Krems gegossen. Mit 5016 kg Gewicht und einem Durchmesser von 208 cm hat sie den Schlagton g0+2, ist die 18.-größte Glocke Österreichs und wird heute fünf Mal pro Jahr händisch geläutet. Sie trägt die Inschrift:
EN EGO CAMPANA NVNQVAM ANNVNTIO VANA BELLVM VEL VESTVM TONITRV IGNEM AVT FVNVS
Frei übersetzt bedeutet das „Siehe die Glocke bin ich / Nichtiges niemals verkünde ich / dafür aber Krieg und Freudengesang / Donner und Blitz sowie Begräbnisgang“.
Die Glocke wird heute noch händisch geläutet und erklingt nur an den höchsten Feiertagen und zu Silvester. 
Auf einem Dachreitertürmchen sitzt ein Engel zusammen mit einer Teufelsfigur. Neben der Tür zum Turmaufgang ist in der Westwand der Kirche ein jüdischer Grabstein eingemauert, der leider deutliche Verfallserscheinungen zeigt. Um 1900 war die Schrift noch lesbar, sodass erhalten blieb, dass dieser Stein dem Andenken des Rabbi Nachlifa gewidmet war († um 1395). Warum jüdische Grabsteine nach Zerstörung der Gemeinde in Krems 1421 von ihrem Friedhof in die Stadt übertragen wurden, wo sie sich auch in Bürgerhäusern befinden, kann nur als Vermutung ausgesprochen werden. Wahrscheinlich geschah dies im 16. Jahrhundert, als in einer humanistischen Sprachtheorie das Hebräische als Wurzel aller Sprachen, als die älteste Sprache der Menschheit, aufgefasst wurde.

## Krypta
In der Krypta unter der Kirche sind etwa 30 m³ Knochen des ehemaligen Friedhofs aufgeschichtet und es befinden sich dort 68 Grabnischen.